# Хвітері-Сакаландіо
Хвітері-Сакаландіо (груз. ხვითერი-საკალანდიო) — село в Грузії.
За даними перепису населення 2014 року в селі проживає 379 осіб.